# Bruniranje
Bruniranje (njem. Brünieren, engl. bluing) proces je završne obrade čeličnih predmeta kojim se dobiva tanak zaštitni sloj crne ili smeđe boje. Primjenjuje se pretežno na oružju, alatima te kućištima satova. 
Zaštitne osobine ovog sloja vrlo su male. Predmete se uranja u kisele ili alkalne otopine, te rjeđe u otopine soli. Moguća je i primjena termičke obrade. Nastali oksidni sloj čini mješavina FeO * Fe2O3. Kod termičkih postupaka radi se o sloju pougljenjenog ulja ili o tankom oksidnom sloju, ovisno o postupku koji je primijenjen. Najraniji primjeri kemijskih postupaka javljaju se u Engleskoj krajem 18. stoljeća, a procvat primjene je tijekom 19. i ranog 20. stoljeća. Termički postupci bili su poznati još u Antici. Starije varijante kemijskih postupaka bile su po načinu proizvodnje čisto obrtničkog tipa, dok se danas primjenjuju isključivo industrijske varijante procesa, tzv. crni oksid (black oxide).

## Vanjske poveznice
- Brünieren: Prozesslinie mit Sequenzen  Arhivirana inačica izvorne stranice od 8. lipnja 2017. (Wayback Machine)
- Schwarzfärben und andere Färbungen  Arhivirana inačica izvorne stranice od 13. rujna 2013. (Wayback Machine)
- Coating, Oxide, Black, for Ferrous Metals (MIL-DTL-13924D) (http://everyspec.com/MIL-SPECS/MIL-SPECS-MIL-DTL/MIL-DTL-13924D_55829/)
- Phosphate and black oxide coating of ferrous metals (MIL-HDBK-205A) (https://archive.org/details/us-mil-ferrous-manuals)